# Segundo Consistório Ordinário Público de 1925
Pio nomeou quatro cardeais em 14 de dezembro de 1925, três italianos (dois diplomatas e um oficial da cúria) e um arcebispo irlandês. Ele fez uma exceção ao Código de Direito Canônico de 1917, que proibia os cardeais de estarem intimamente relacionados uns com os outros. O novo cardeal Enrico Gasparri era sobrinho do cardeal secretário de Estado Pietro Gasparri . 
O consistório anterior havia deixado os não-italianos com uma maioria de 34 a 32 anos que havia caído em um com a morte do canadense Louis-Nazaire Bégin em 18 de julho de 1925. Esse consistório restaurou a maioria italiana novamente.

## Cardeais Eleitores
| Nº                 | País                 | Nome                 | Idade              | Cargo                               | Título ou Diaconia                                    |
| Cardeais eleitores | Cardeais eleitores   | Cardeais eleitores   | Cardeais eleitores | Cardeais eleitores                  | Cardeais eleitores                                    |
| ------------------ | -------------------- | -------------------- | ------------------ | ----------------------------------- | ----------------------------------------------------- |
| 1                  | Itália               | Bonaventura Cerretti | 53                 | núncio apostólico na França         | Cardeal-presbítero de Santa Cecília                   |
| 2                  | Itália               | Enrico Gasparri      | 54                 | núncio apostólico no Brasil         | Cardeal-presbítero de São Bartolomeu na Ilha Tiberina |
| 3                  | República da Irlanda | Patrick O'Donnell    | 69                 | Arcebispo de Armagh                 | Cardeal-presbítero de Nossa Senhora da Paz            |
| 4                  | Itália               | Alessandro Verde     | 60                 | secretário da Congregação dos Ritos | Cardeal-diácono de Santa Maria em Cosmedin            |

## Link Externo
- «Catholic Hierarchy» (em inglês)